# Лян Цзіньжун
Лян Цзіньжун (кит. трад. 梁金荣; нар. 21 травня 1960) – китайський шахіст, гросмейстер від 1997 року.

## Шахова кар'єра
Від кінця 1970-х до кінця 1990-х років належав до когорти повідних китайських шахістів. Між 1978 і 1992 роками сім разів брав участь у шахових олімпіадах. Вісім разів (1979-1999 рр.) представляв Китай на командних чемпіонатах Азії, де в загальній складності здобув 11 медалей, зокрема 7 золотих (три в командному заліку – 1983, 1987, 1991 і чотири в особистому заліку). Також учасником командного чемпіонату світу (Люцерн, 1989) і молодіжного командного чемпіонату світу до 26 років (Чикаго, 1983).
Двічі (1995, 2000) вигравав чемпіонат Китаю. Досягнув низки інших турнірних успіхів, зокрема: посів 2-ге місце в Шеньчжені (1992, позаду Ліня Вейґо, попереду, зокрема, Еугеніо Торре, Сюй Цзюня, Андраша Адор'яна і Смбата Лпутяна), посів 2-ге місце в Пекіні (1996, турнір Tan Chin Nam Cup, позаду Чжана Чжуна, попереду, зокрема, Едуарда Гуфельда, Ігоря Штошя і Ентоні Майлса), а також поділив 4-те місце в Пекіні (1997, турнір Lee Cup, позаду Сергія Тівякова, Бориса Альтермана і Євгена Пігусова, разом з Суатом Аталиком, Люком ван Велі і Юрієм Яковичем)
Найвищий рейтинг Ело в кар'єрі мав станом на 1 січня 2000 року, досягнувши 2536 очок займав тоді 9-те місце серед китайських шахістів.

## Зміни рейтингу
| На цьому місці має відображатися графік чи діаграма, однак з технічних причин його відображення наразі вимкнено. Будь ласка, не видаляйте код, який викликає це повідомлення. Розробники вже працюють для того, щоби відновити штатне функціонування цього графіка або діаграми. | |
| | На цьому місці має відображатися графік чи діаграма, однак з технічних причин його відображення наразі вимкнено. Будь ласка, не видаляйте код, який викликає це повідомлення. Розробники вже працюють для того, щоби відновити штатне функціонування цього графіка або діаграми. |